# Nagyvejke
Nagyvejke (németül: Deutschweke) község Tolna vármegyében, a Bonyhádi járásban.

## Fekvése
Bonyhádtól északnyugatra fekszik Tolna megye déli részén a Völgységben, nem messze Baranya vármegye határától. Közigazgatási területének északkeleti szélét érinti a Bonyhád-Tevel közti 6535-ös út is, de lakott területe vonatkozásában zsákfalunak tekinthető.Földúton azonban könnyedén átjuthatunk Tevelre, Kisvejkére, Bonyhádvarasdra, Závodra 3-4km megtételével.   
Az öt számjegyű, 65 164-bekötőúton érhető el, amely Aparhant és Mucsfa között ágazik el a Bonyhád-Kurd közti 6538-as útból. 
Legnagyobb értékű természeti szépsége a 2 km hosszú erdőrész, valamint a falu közepén végighúzódó fásított árok, amelyben kis patak csörgedez. Gondozott, tipikus sváb építészeti emlékekben gazdag hely,amit több helyi védelem alatt álló épülete is jelez. 
A települést körülvevő erdejével Nagyvejke a turizmusra, kirándulásra, szabadidős sporttevékenységre és a betegségek megelőzésére kiválóan alkalmas hely.
A Kelet-Mecsek 20km-en belüli távolsága a túrázók számára is ideális lehet, a közeli Hegyhát erdeinek felfedezésére az Anna-fürdő látogatóközpontja és parkerdeje nyújt lehetőséget. 
A környék igen gazdag a 18.-19.-századi németség vallási emlékeiben, elszórt kis kápolnákban. 

## Története
Wosinszky Mór szerint Nagyvejke északi végén, ahol a Závodra vezető „horhó” van, praehistorikus telep létezett.
A hegy tövében levő kis kápolnánál sok edénytöredéket s kőlappal fedett urnát tártak fel az ásatások alkalmával. Ezen a területen tehát egy bronzkori népcsoport urnatemetője lehetett.
A honfoglalás után a terület a Monoszló nemzetség birtoka volt, majd egy 1374-es határjáró levél tanúsága szerint Tolnai Miklós birtokolta. A törökdúlás idején elnéptelenedett. Magyar lakosai részben török rabságba kerültek, részben elmenekültek, behúzódtak a közeli erdőségekbe; későbbi sorsuk nem ismert. Azt, hogy a település létezett a török pusztítás előtt, régi térképek igazolják.
Az 1700-as évek első feléig nem ismert újabb említés Nagyvejkéről, akkor is csak annyit tudunk meg Fényes Elek statisztikájából, hogy „Vejke (Nagy) német falu, 575 lakossal. Földesura: az Apponyi família.” Az itt lakók akkoriban kukorica-, búza- és dohánytermesztéssel foglalkoztak. Mercy gróf 1747-ben németeket telepített a környék mintegy két tucatnyi településére, köztük Nagyvejkére is. 1777-re épült meg a dombtetőn a Szent Imre herceg nevére szentelt katolikus templom. A szorgalmas svábok szőlő- és gyümölcstermesztésben is jeleskedtek.
1930-ban mintegy 620-an lakták Nagyvejkét. A település mai arculata ennek az időszaknak köszönhető, jellegzetes cseréptetős hosszú gangos, faoszlopos-zsalugáteres, kovácsolt kapus, színes világítóablakos sváb parasztházai a 20. század első évtizedeiben épültek. Nem sokáig élvezhették azonban a szép portáik látványát gazdáik, mert 1944 decemberében a szovjet katonai hatóságok az alakulóban levő magyar közigazgatás segítségével nagy számban szedtek össze és hurcoltak el német nevű és származású magyar állampolgárokat munkaszolgálatra. Az elhurcoltak a visszaérkezésükkor családjukat a legtöbb esetben nem találták meg szülőfalujukban, mert időközben, 1946-ban, majd 1947-1948-ban a németség jelentős részét kitelepítették Németország amerikai, illetve szovjet megszállási zónájába.
1945. május 7-én a kitelepített németség helyére bukovinai székelyek kerültek Istensegítsről. A telepítési adatok szerint Nagyvejkén 34 család kapott helyet. Átalakult a község belső élete, a régi olvasókört kultúrháznak rendezték be, zene- és műkedvelő szakkör alakult. Gazdasági életében gyökeres változást hozott a szövetkezeti gazdálkodás, mely az 1956-os megtorpanás után 1959 tavaszán indult újra. A község lélekszáma ezután kezdett drasztikusan csökkenni, 1960-tól 1990-ig 500 főről 250-re esett vissza. Lakosságszáma manapság 150 körüli.
Közigazgatási területe 735 hektárnyi külterületből és 43 hektárnyi belterületből áll.

## Közélete

### Polgármesterei
- 1990–1994: Lovász Gáspár (független)[4]
- 1994–1998: Lovász Gáspár (független)[5]
- 1998–2002: Lovász Gáspár (független)[6]
- 2002–2006: Lovász Gáspár (független)[7]
- 2006–2010: Pfaff Ferenc (független)[8]
- 2010–2014: Pfaff Ferenc (független)[9]
- 2014–2019: Nagy Miklós (független)[10]
- 2019–2024: Palló Lajos Béláné (független)[11]
- 2024– : Palló Lajos Béláné (független)[1]

## Népesség
A település népességének változása:
| Lakosok száma | 169  | 166  | 161  | 137  | 147  | 147  | 154  |
|               | 2013 | 2014 | 2015 | 2021 | 2022 | 2023 | 2024 |

A 2011-es népszámlálás során a lakosok 83,5%-a magyarnak, 0,6% cigánynak, 10,6% németnek mondta magát (15,3% nem nyilatkozott; a kettős identitások miatt a végösszeg nagyobb lehet 100%-nál). A vallási megoszlás a következő volt: római katolikus 65,9%, református 1,8%, evangélikus 0,6%, felekezeten kívüli 2,9% (28,8% nem nyilatkozott).
2022-ben a lakosság 85,7%-a vallotta magát magyarnak, 10,9% németnek, 0,7% cigánynak, 4,8% egyéb, nem hazai nemzetiségűnek (10,2% nem nyilatkozott; a kettős identitások miatt a végösszeg nagyobb lehet 100%-nál). Vallásuk szerint 41,5% volt római katolikus, 2,7% református, 2% evangélikus, 1,4% egyéb keresztény, 2% egyéb katolikus, 15% felekezeten kívüli (35,4% nem válaszolt).

## Nevezetességei
- Szent Imre herceg templom, amely 1776-ban épült, műemlék jellegű épület (az 1990-es években felújították)
- Szent Flórián-szobor a patak partján (1794)
- Kis kápolna a Závodra vezető út („horhó”) mentén
- Kőkeresztek a falu feletti dombtetőn
- Beréti István székely fafaragó bemutatóműhelye